# Schizohelea
Schizohelea is een geslacht van stekende muggen uit de familie van de knutten (Ceratopogonidae).

## Soorten
- S. incerta (Clastrier, 1963)
- S. lampropeza (Remm, 1967)
- S. leucopeza (Meigen, 1804)